# The Best Man (film, 1928)
Pour les articles homonymes, voir The Best Man.
Pour plus de détails, voir Fiche technique et Distribution.
The Best Man est un court métrage muet américain réalisé par Harry Edwards et sorti en 1928.

## Fiche technique
- Réalisation : Harry Edwards
- Scénario : Dudley Early, Harry Edwards, Al Giebler
- Producteur : Mack Sennett
- Photographie : Leland Davis, George Unholz, William Williams
- Montage : William Hornbeck
- Genre : comédie
- Durée : 15 minutes[1] ou 21 minutes[2]
- Date de sortie :
  - États-Unis : 19 février 1928

## Distribution
- Billy Bevan : The Best Man
- Vernon Dent : le Groom
- Alma Bennett : la fiancée
- Andy Clyde :  Justice of the Peace
- Sunshine Hart : la mère de la fiancée
- Irving Bacon : le père de la fiancée